# Georges Monca
René Louis Georges Monca (5 de agosto de 1869 – 15 de enero de 1940) fue un director, guionista y actor cinematográfico de nacionalidad francesa, activo en la época del cine mudo
Nacido en París, Francia, falleció en la misma ciudad en el año 1940.

## Filmografía

### Como director
| - 1897 : Un drame dans la montagne - 1907 : La Jolie dactylographe - 1907 : Les Apprentissages de Boireau - 1908 : Un monsieur qui suit les dames - 1908 : Une douzaine d'œufs frais - 1908 : Boireau - Un cœur trop enflammable - 1908 : Boireau - Semelles de caoutchouc - 1908 : Le Roman d'un gueux - 1908 : Le Manuel du parfait gentleman - 1908 : Boireau - L'homme-singe - 1908 : Fritt et Plock détectives - 1908 : Les Deux Modèles - 1908 : Boireau - Deux vieux amis de collège - 1908 : Boireau - Consentement forcé - 1908 : Boireau a mangé de l'ail - 1908 : À cache-cache - 1908 : L'Armoire normande - 1909 : Un commis trop entreprenant - 1909 : Le Soulier trop petit - 1909 : Le Roman d'une bottine et d'un escarpin - 1909 : Rigadin - 1909 : Jim Blackwood jockey - 1909 : Boireau - Le foulard merveilleux - 1909 : La Dot d'Herminie - 1909 : Deux fiancés à l'épreuve - 1909 : Le Concert de Théodore - 1909 : Le Chapeau-claque - 1909 : Ce que femme veut - 1909 : Bonhomme de neige - 1909 : Le Baromètre de la fidélité - 1909 : Le Sacrifice du gueux - 1909 : Le Dîner du 9 - 1909 : La Journée d'un billet de banque de cent francs - 1909 : Jim et Willy à Paris - 1909 : Le Chien de Montargis - 1909 : La Maison sans enfant - 1909 : Le Maître d'école - 1909 : Femme de chambre improvisée - 1909 : Les Deux Cambrioleurs - 1909 : Elle est partie - 1910 : Les Yeux qui changent - 1910 : La Vengeance de Jean Le Loup - 1910 : Une femme tenace - 1910 : Les Timidités de Rigadin - 1910 : Rigadin veut dormir tranquille - 1910 : Rigadin nourrice sèche - 1910 : Rigadin n'est pas sage - 1910 : Rigadin et l'empereur - 1910 : Rigadin et son sosie - 1910 : Rigadin et Miss Marguett - 1910 : Rigadin cambrioleur - 1910 : Le Reflet du vol - 1910 : Le Noël du peintre - 1910 : Mimi Pinson - 1910 : Le Meilleur ami de Rigadin - 1910 : La Libératrice - 1910 : Le Jupon de la voisine - 1910 : La Grève des forgerons - 1910 : La Doctoresse - 1910 : Le Cœur pardonne - 1910 : La Cigale et la Fourmi - 1910 : Les Cerises - 1910 : Les Caprices de Marion - 1910 : Le Berceau vide - 1910 : L'Agence Alice ou La sécurité des ménages - 1910 : Académicien et vagabond - 1910 : Les Deux Orphelines - 1911 : Le Truc de Rigadin - 1911 : La Suggestion du baiser - 1911 : Le Secret du passé - 1911 : Rigadin veut mourir - 1911 : Rigadin poète - 1911 : Rigadin pharmacien - 1911 : Rigadin pêche à la ligne - 1911 : Rigadin n'aime pas le vendredi 13 - 1911 : Rigadin est un galant homme - 1911 : Rigadin au music-hall - 1911 : Le Médecin de service - 1911 : Le Mariage aux épingles - 1911 : Les Mains vengeresses - 1911 : Le Feu au couvent - 1911 : Les Enfants désobéissants - 1911 : L'Élixir de jouvence - 1911 : Le Clown et le pacha - 1911 : La Cabotine - 1911 : Boubouroche - 1911 : Le Bon Roi Dagobert - 1911 : Barbe-Grise - 1911 : L'Art d'être grand-père - 1912 : Un nouvel exploit de Rigadin - 1912 : Rigadin manchot - 1912 : Rigadin et la poudre d'amour - 1912 : Rigadin et la lettre anonyme - 1912 : Rigadin défenseur de la vertu - 1912 : Rigadin aux Balkans - 1912 : Le Petit Chose - 1912 : La Femme du barbier - 1912 : Le Coup de foudre - 1912 : Conférence sur l'alcoolisme par Rigadin - 1912 : Les Cendres de Rigadin - 1912 : Rigadin sergent de ville - 1912 : Bal costumé - 1912 : La Fille des chiffonniers - 1912 : Rigadin et la tante à héritage - 1912 : Rigadin, garçon de banque - 1912 : Rigadin et la baguette magique - 1912 : Rigadin nègre malgré lui - 1912 : Rigadin avale son ocarina - 1912 : Rigadin et la rosière - 1912 : La Vocation de Lolo - 1912 : Rigadin est un fameux escrimeur - 1912 : Rigadin explorateur - 1912 : Rigadin a tué son père - 1912 : Rigadin cuisinier malgré lui - 1912 : Rigadin et la divorcée récalcitrante - 1912 : Les Conquêtes de Rigadin - 1912 : Le Lys dans la mansarde - 1912 : Rigadin domestique - 1912 : Le Ménage de Rigadin - 1912 : La Jeunesse de Rigadin - 1912 : Rigadin a un bon certificat - 1912 : Rigadin rat d'hôtel - 1912 : Le Portrait de Rigadin - 1912 : Les Surprises du divorce - 1912 : Rigadin est décoré - 1912 : Rigadin riche, Rigadin pauvre - 1912 : Rigadin peintre cubiste - 1912 : Rigadin est bon pour les animaux - 1912 : Rigadin au matrimonial club - 1912 : La Garçonnière de Rigadin - 1912 : Rigadin ténor - 1912 : Une bougie récalcitrante - 1912 : Rigadin ne veut pas se faire photographier - 1912 : Rigadin receleur malgré lui - 1912 : Rigadin entre deux flammes - 1912 : Rigadin mange à bon compte - 1912 : Rigadin et le chien de la baronne - 1912 : Les Perruques de Rigadin - 1912 : Comment Rigadin fait les commissions - 1913 : Vénus enlevée par Rigadin - 1913 : Trois femmes pour un mari - 1913 : Sans famille - 1913 : Le Roi Koko - 1913 : Rigadin tireur masqué - 1913 : Rigadin ressemble au ministre - 1913 : Rigadin Napoléon - 1913 : Rigadin et la fourmilière - 1913 : Rigadin est malade - 1913 : Rigadin dégustateur de vins - 1913 : La Natte de Rigadin - 1913 : Idylle romaine - 1913 : La Femme à papa | - 1913 : La Famille Boléro - 1913 : Rigadin père nourricier - 1913 : Le Petit Jacques - 1913 : Rigadin est un galant commissaire de police - 1913 : Rigadin veut faire du cinéma - 1913 : Rigadin et la petite Moulinet - 1913 : Le Cauchemar de Rigadin - 1913 : Le Contrôleur des wagons-lits - 1913 : Rigadin cherche une place - 1913 : Rigadin trahi par un baiser - 1913 : Rigadin flirte et sa femme fait la même chose - 1913 : Le Bon juge - 1913 : Rigadin président de la république - 1913 : Monsieur le directeur - 1913 : Rigadin au téléphone - 1913 : Rigadin marchand de marrons - 1913 : Le Feu vengeur - 1914 : Les Danseurs obsédants - 1914 : Rigadin victime de l'amour - 1914 : Rigadin et l'homme qu'il assassina - 1914 : Rigadin et la caissière - 1914 : Rigadin candidat député - 1914 : Rigadin a mal aux dents - 1914 : La Rançon de Rigadin - 1914 : La Goualeuse - 1915 : La Jolie manucure - 1915 : Rigadin coiffeur pour dames - 1915 : Les Fiancés héroïques - 1915 : Les Cousines de Rigadin - 1915 : Le Bon oncle - 1915 : En famille - 1915 : Le Divorce de Rigadin - 1915 : Rigadin a la goutte - 1915 : Rigadin n'est pas un espion - 1915 : L'Auréole de la gloire - 1915 : Le Trophée de Rigadin - 1915 : Rigadin, prix de beauté - 1915 : Rigadin est jaloux - 1915 : Rigadin et la lettre compromettante - 1915 : Comment Rigadin se fait aimer - 1915 : Rigadin bandit - 1915 : Rigadin célibataire - 1915 : Rigadin, homme des bois - 1915 : Rigadin guérit la neurasthénie - 1915 : Mon oncle n'épousera pas ma sœur - 1915 : Le Roman de Rigadin - 1915 : Le Champagne de Rigadin - 1915 : Le Malheur qui passe - 1915 : Un mariage à la baïonnette - 1915 : Je me retire chez mon gendre - 1916 : Le Mot de l'énigme - 1916 : La Mort du duc d'Enghien - 1916 : L'Anniversaire - 1916 : Le Cadeau de Rigadin - 1916 : La Main dans le sac - 1916 : Rigadin a les pieds sensibles - 1916 : L'Or de Rigadin - 1916 : La Folie de Rigadin - 1916 : Rigadin n'aime plus le cinéma - 1916 : Rigadin aime la musique - 1916 : Rigadin, méfie-toi des femmes - 1916 : La Voisine de Rigadin - 1916 : Vengez-moi mon gendre - 1916 : Rigadin l'échappe belle - 1916 : Rigadin avance l'heure - 1916 : J'épouse la sœur de ma veuve - 1916 : La Porte-veine - 1916 : La Servante de Rigadin - 1916 : Le Désespoir de Rigadin - 1916 : Rigadin et les deux dactylos - 1916 : Rigadin cherche l'âme sœur - 1916 : Une erreur de Rigadin - 1916 : Rigadin veut placer son drame - 1916 : Zyte - 1916 : Le Sourire de Rigadin - 1916 : La Mariée récalcitrante - 1916 : La Perle de Rigadin - 1916 : Rigadin professeur de danse - 1917 : La veine d'Anatole - 1917 : Ferdinand le noceur - 1917 : Comment Rigadin se tire d'affaire - 1917 : L'Héritage de Rigadin - 1917 : Le Toutou de la danseuse - 1917 : Rigadin marié malgré lui - 1917 : La Proie - 1917 : Le Périscope de Rigadin - 1917 : Forfait-dur - 1917 : Pour épouser Gaby - 1917 : Rigadin persécuté par Octavie - 1917 : La Chanson du feu - 1917 : Le Serment d'Anatole - 1917 : Les Millions de Rigadin - 1917 : Prête-moi ton habit - 1917 : Une nuit tragique de Rigadin - 1917 : Les Feuilles tombent - 1917 : Les Deux Rigadin - 1917 : Le Fluide de Rigadin - 1917 : Les Deux Jaloux - 1917 : La Villa Rigadin - 1917 : La Marmite norvégienne - 1917 : Rigadin et la marquise de Pompadour - 1917 : La Bonne hôtesse - 1918 : Sonate inachevée - 1918 : Lorsqu'une femme veut - 1918 : La Femme de Rigadin - 1918 : Rigadin chez la modiste - 1918 : Ce veinard de Rigadin - 1918 : L'Épervier de Rigadin - 1918 : Rigadin a fait un riche mariage - 1918 : La Main d'Annette - 1918 : Les Leçons de chant de Rigadin - 1918 : Un pneumatique urgent - 1918 : La Route du devoir - 1918 : Rigadin aimé de sa dactylo - 1918 : La Chambre de la bonne - 1918 : La Vengeance de Rigadin - 1918 : La Verrue de Rigadin - 1918 : N° 30 série 10 - 1918 : Rigadin est enragé - 1918 : Le Boudoir japonais - 1919 : Gribouille a mangé du cheval - 1919 : Deux coqs vivaient en paix - 1919 : Le Cœur de Rigadin - 1919 : Rigadin et le code de l'honneur - 1919 : Madame et son filleul - 1919 : Rigadin dans les Alpes - 1919 : Perdue - 1920 : Chouquette et son as - 1920 : Prince embêté par Rigadin - 1920 : Les Femmes collantes - 1921 : Le Meurtrier de Théodore - 1921 : Chalumeau serrurier par amour - 1921 : Chantelouve - 1922 : Romain Kalbris - 1922 : Le Sang des Finoël - 1922 : Judith - 1922 : Esclave - 1923 : Lucile - 1924 : L'Ironie du sort - 1924 : La Double existence de Lord Samsey - 1924 : Altemer le cynique - 1925 : Sans famille - 1925 : Cheveux blancs, boucles blondes - 1926 : Le Chemineau - 1927 : Miss Helyett - 1928 : Les Fourchambault - 1931 : La Chanson du lin - 1933 : La Roche aux mouettes - 1935 : Une nuit de noces - 1936 : Trois jours de perm' - 1937 : Le Choc en retour |

### Como guionista
- 1910 : Les Timidités de Rigadin
- 1913 : Monsieur le directeur
- 1915 : En famille
- 1915 : Le Malheur qui passe
- 1916 : La Mariée récalcitrante
- 1917 : La Proie
- 1918 : N° 30 série 10
- 1919 : Madame et son filleul
- 1919 : Perdue
- 1920 : Chouquette et son as
- 1920 : Prince embêté par Rigadin
- 1920 : Les Femmes collantes
- 1921 : Le Meurtrier de Théodore
- 1922 : Le Sang des Finoël

### Como actor
- 1908 : Victime de sa probité
- 1908 : Riquet à la houppe
- 1908 : Le Roman d'un malheureux
- 1916 : Le Sourire de Rigadin